# Calaxius galapagensis
Calaxius galapagensis is een tienpotigensoort uit de familie van de Axiidae. De wetenschappelijke naam van de soort is voor het eerst geldig gepubliceerd in 2001 door Kensley & Hickman.